# Istoria transportului feroviar

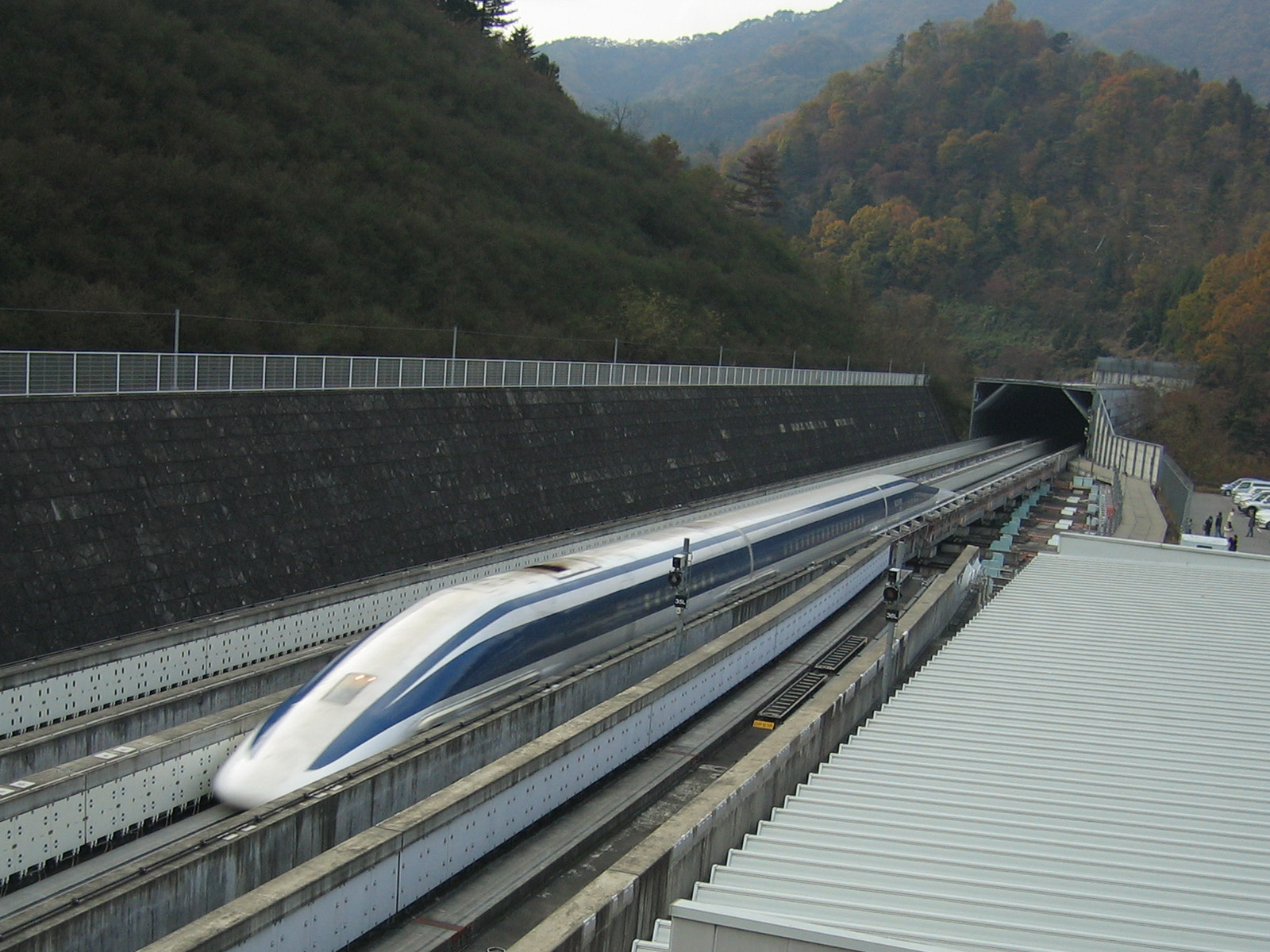
Actualul record de viteză feroviar (581 km/h) a fost realizat pe o linie Maglev din Yamanashi, Japonia

Fac obiectul istoriei transportului feroviar primele linii din lemn, piatră și cele moderne din oțel, unde ca forță de propulsie s-au folosit mai întâi caii, ca apoi să se introducă transportul mecanizat cu locomotive. Din anul 1830 putem vorbi de transportul modern, apărut în Anglia, de unde s-a extins în întreaga lume.

## Precursori

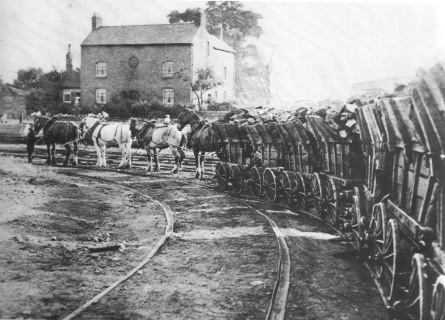
Cale ferată cu vagoane trase de cai, Little Eaton, Derbyshire, 1908

Primele mărturii ale unor căi de rulare pot fi considerate cele din Diolkos, prin care se transportau bărci de-a lungul istmului Corint, în Grecia, datate în 600 î.Hr.
Vehicule cu roți, trase de oameni sau cai, se deplasau pe niste făgașe (rigole) din calcar. Acest mod de transport rămâne în uz peste 650 de ani, adică cel puțin până la sfârșitul secolului I d.Hr. fiind copiat și în alte zone ca insula Malta și anumite regiuni ale Imperiului Roman.

### Căile "ferate" din lemn
Un strămoș mai sigur al căii ferate este calea cu făgașe de lemn, a cărei apariție datează din secolul al XVI-lea. Astfel, în minele din Leberthal (Alsacia) se utilizau aceste tipuri de șine în anul 1525: Vagoanele, prevăzute cu roți metalice de diametru mic, rulează pe longrine de lemn.
De asemenea, în minele de aur de la Brad, din Transilvania, se utilizau vagoneți de lemn. Pentru schimbarea direcției se utilizau macaze de lemn, prevazute cu ac și inimă. Acești vagoneți și macaze sunt printre primele semnalate în tehnică și demonstreaza ingeniozitatea maeștrilor anonimi ai tehnicii populare românești.
În Germania anilor 1650 putem vorbi de existența unei căi apropiate de ceea ce avem noi ca si  „cai ferate”. Șinele erau de asemenea din lemn, iar vagoanele erau trase de cai.
O astfel de modalitate de transport este descrisă în 1556 de Georgius Agricola.
Această tehnologie se răspândește în întreaga Europă, fiind semnalată în zona britanica în jurul lui 1600. Se ajunge până la utilizare convoaielor de vagoneți, utilizate la căratul minereului, trase de cai sau propulsate gravitațional prin crearea unor pante artificiale. În acest ultim caz, la sosirea la destinație, vagoneții erau frânați printr-un sistem ingenios prin care roțile erau presate.

### Căile ferate metalice

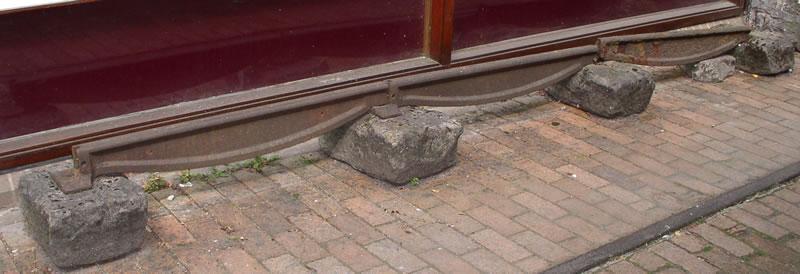
Una din primele tipuri de șină din fier, Anglia, 1831

Acest sistem de transport, dovedindu-se eficace, este perfecționat prin diverse inovații: se introduc roțile metalice chiar prevăzute cu un bandaj proeminent, pentru ca vagoneții să nu deraieze, ca apoi, prin 1760, șinele să fie acoperite cu benzi metalice. În acest fel, prin reducerea frecării, crește volumul de marfă transportat: de la minereu și materie primă pentru industria fierului (aflate pe atunci în plină expansiune), până la mărfuri alimentare.
În 1767, șinele din lemn utilizate pe traseul de tramvai Horsehay - Coalbrookdale au fost înlocuite, de Richard Reynolds, prin șine din fontă prevăzute cu un șanț central de ghidare. În 1785, rețeaua liniilor engleze care utilizau șine de fontă de tip Reynolds, cuprindea peste 30 km.
În 1776, englezul John Curr introduce șina din fontă în formă de colțar - roțile metalice ale vagoanelor având bandaje netede - pe liniile miniere din zona orașului Sheffield.
În 1789, englezul William Jessop proiecteaza primul vagon cu roți prevăzute cu "rebord" - acel bandaj proeminent care nu permitea roții sa părăsească linia. Aceasta inovație apare și la materialul rulant de astăzi.
Tot Jessop inventează șina cu coama edge-rail (cu secțiunea în formă de ciupercă). Astfel apare "drumul de fier" propriu-zis, deoarece noua cale de rulare nu mai putea fi utilizată de vehiculele rutiere, ci numai de cele feroviare. Până la apariția primelor locomotive, pe aceste linii a fost utilizată tracțiunea cu cai.

### Precursori ai locomotivelor

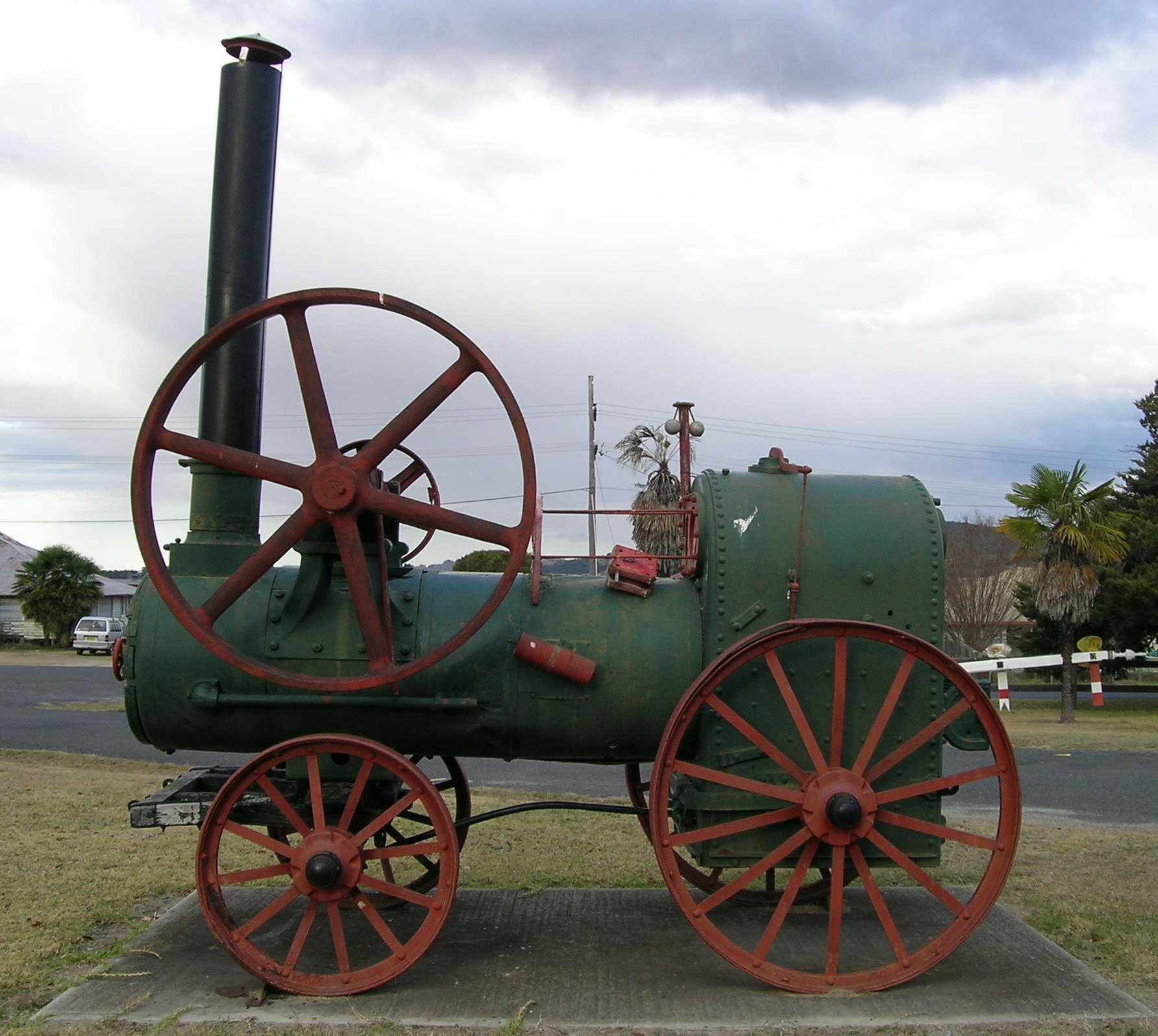
Una dintre primele locomotive cu abur

În 1769, francezul Nicholas Cugnot construiește un vehicul cu abur.
Englezul Thomas Newcomen construiește un motor cu aburi (dezvoltând invenția lui Thomas Slavery patentată în 1698) la care presiunea aburului se opunea celei atmosferice, rezultând astfel mișcarea cilindrului în piston. În 1712, motorul construit de Newcomen, în colaborare cu John Calley, era utilizat pentru a scoate apa dintr-o mină.
Inventatorul scoțian James Watt (considerat pe drept cuvânt "părintele mașinii cu abur") îmbunătățește modelul ineficient al lui Thomas Newcomen de motor cu aburi, care pe atunci era utilizat pentru evacuarea apei din mine. Mai întâi, Watt obține un motor care, printr-un sistem bielă-manivelă, era capabil să producă rotirea unei roți. Dar acest motor, pentru funcționare, necesita utilizarea aburului de joasă presiune și nu era eficace pentru vehiculele în mișcare.
În 1769 patentează un dispozitiv prin care condensorul era conectat la cilindru printr-o valvă, astfel ca in 1774 realizeaza primul motor cu aburi modern. În 1784, Watt patentează invenția unei locomotive cu abur. În același an, un angajat al său, William Murdoch, transformă acest proiect în realitate, realizând un model de vehicul autopropulsat prin forța aburului.

Motorul cu aburi al lui Newcomen
- roz: aburul
- albastru: apa
Valvele:
- roșu: închise
verde: deschise

În 1775, ia ființă firma Watt and Boulton (lângă Birmingham), cea mai mare fabrică de mașini cu abur a epocii. Aici, alături de Watt, se remarcă scoțianul William Murdoch și galezul Richard Trevithick.
In 1784, locomotiva construita de Murdoch (asociat al lui Watt) atinge intre 6 si 8 mile pe ora.
Descoperirea și perfecționarea mașinii cu abur a marcat un moment important în istoria omenirii - începutul revoluției industriale - trecerea de la producția bazata pe tehnica manuală, la cea întemeiată pe utilizarea sistematică a mașinilor, de la stadiul de manufactură, la marea producție mecanizată, de fabrică.

## Apariția căilor ferate moderne
Primele căi ferate cu adevărat moderne au apărut în Anglia, țara care a creat un sistem de canale și drumuri necesare în primul rând transportului de cărbune.
În 1776, în Anglia existau deja căi ferate construite din șine de fontă pe traverse de lemn..
Prima cale ferată publică din lume a fost inaugurată în 1825 și a funcționat până în 1827. Avea 53 km  și unea Stockton cu Darlington.
Primul tren de călători din lume este pus în funcțiune la 16 noiembrie 1830, între Liverpool și Manchester.

### Primele căi ferate în diverse țări

#### România
Pe teritoriul actual al României, primele căi ferate au apărut în Transilvania în secolul al XIX-lea, pe când aceasta se afla în componența Austro-Ungariei. Prima cale ferată uzinală cu tracțiune animală a fost construită la Uzinele Reșița în 1846. Aceasta a fost urmată de calea ferată Oravița-Baziaș, dată în funcțiune la 20 august 1854.
În Principatele Române, primele căi ferate au fost construite în concesiune cu firme străine. La 26 august 1869 este dată în folosință linia București-Giurgiu, urmată de linia spre Buzău.

#### Rusia

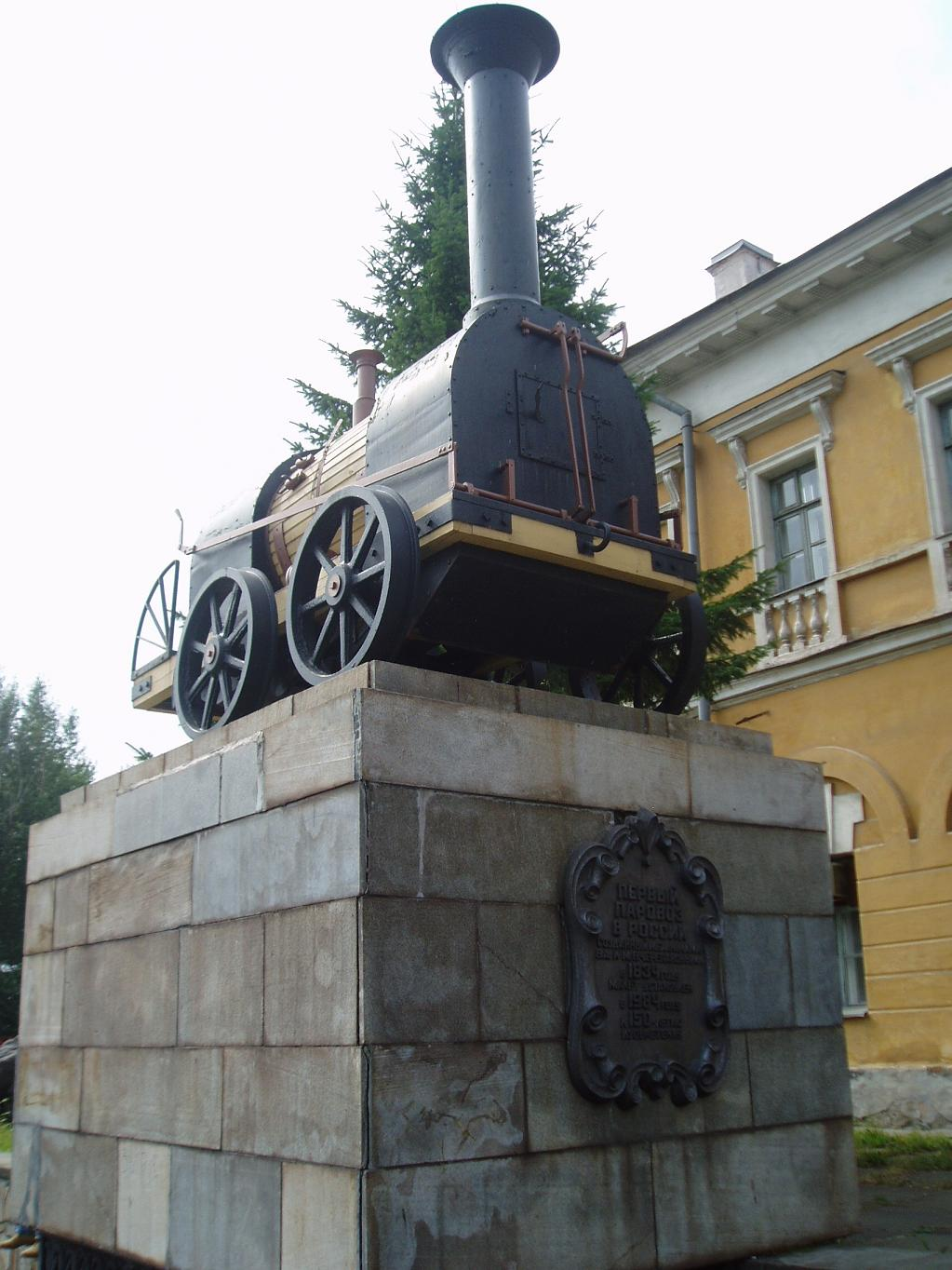
Replică a primei locomotive cu abur din Rusia, construită de Cerepanov, tatăl și fiul în 1834

Rusia, caracterizată prin mari distanțe, necesita un sistem de transport îmbunătățit. Însa lipsa fondurilor financiare făcea necesară prezența capitalului străin.
Între 1833 și 1834, inventatorii Iefim Alekseevici Cerepanov și fiul său Miron Iefimovici Cerepanov construiesc prima locomotivă cu aburi rusească. Tot ei au proiectat și o cale ferată utilizată la o mină de extacție a cuprului.
Ulterior, cei doi Cerepanov au mai construit și alte aproape 20 de locomotive. Din păcate, invențiile acestora, deși au avut succes, nu au beneficiat de investiții și au trecut neobservate ramânând fără urmări. Drept urmare, transportul cu locomotive cu aburi a fost înlocuit de cel cu cai.
Prima mare cale ferată rusă a fost Sankt Petersburg - Tarskoie Selo, proiectată și construită în 1836 de către František Antonín Gerstner.

#### SUA

Locomotiva construită de Richard Trevithick în 1804

În 1830, în SUA existau doar 64,1 km de cale ferată. Urmeaza o extindere rapidă: Peste zece ani, lungimea liniei ferate ajunge la peste 4.400 km, ca în 1880 să ajungă la peste 141.000 km.

#### Japonia
În Japonia primele căi ferate au fost inaugurate la 12 iunie 1872.
La început materialul rulant era importat din Anglia, SUA și Germania, dar după 1880 japonezii au început să producă singuri vagoane și locomotive.

### Extinderea rețelelor feroviare
În 1812, inginerul american Oliver Evans își publică previziunile privind viitorul transportului feroviar bazat pe forța aburului, în care orașele erau legate prin linii ferate parcurse de trenuri tractate de locomotive, mult mai rapide decât cele trase de cai. Mai mult, vizionarul lua în considerare liniile duble, circulația desfășurându-se nestingherit în ambele sensuri. Din păcate tinerele State Unite nu puteau încă oferi condițiile punerii în practică a unui astfel de proiect.
Având, pe lângă încredere în viitorul locomotivei cu aburi, și fondurile necesare, încearcă să realizeze un astfel de proiect pe teritoriul britanic industriașul englez William James, care astfel va fi considerat de multi istorici ca fiind părintele căilor ferate moderne. Din nefericire, falimentul îl împiedică să realizeze astfel de planuri care însă vor fi preluate de George Stephenson.

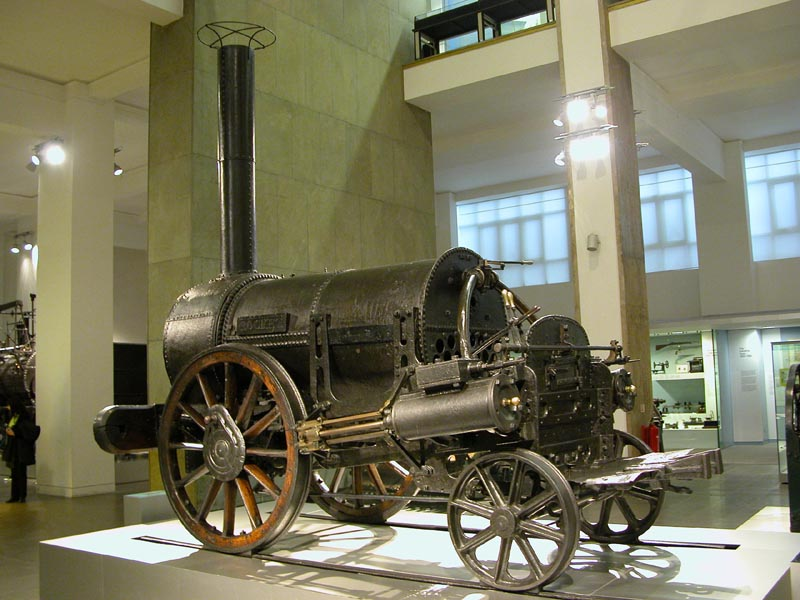
Locomotiva The Rocket, câștigătoare a competiției "Rainhill Trials" (octombrie 1829)

Succesul liniei Stockton - Darlington încurajează pe mulți investitori din nord-vestul Angliei (o regiune aflată în plin avânt industrial) să susțină proiectul realizării unei legături feroviare între Manchester (prosper prin manufacturile de bumbac) și Liverpool (oraș portuar aflat în dezvoltare). Linia care a unit cele doua orașe se constituie ca prima infrastructură a unui transport feroviar regulat, deci reglementat de un mers al trenurilor, trenuri propulsate de locomotive cu abur.
Pe 15 septembrie 1830 se deschide prima linie ferată de transport călători pe care opera doar locomotiva cu aburi (renunțându-se definitiv la tracțiunea cu cai). Locomotiva aleasă a fost The Rocket a lui Stephenson și aceasta în urma unui concurs între mai multe tipuri de locomotive, desfășurat la Rainhill.
Succesul acestei căi ferate a impulsionat dezvoltarea ulterioară a transportului feroviar în Marea Britanie și în întreaga lume. Totuși ruta Manchester - Liverpool era una scurtă, ce leagă două orașe în cadrul aceluiași district. Prima mare magistrală feroviară din lume a fost deschisă în 1837. Aceasta unea partea de mijloc a traseului menționat cu Birmingham.

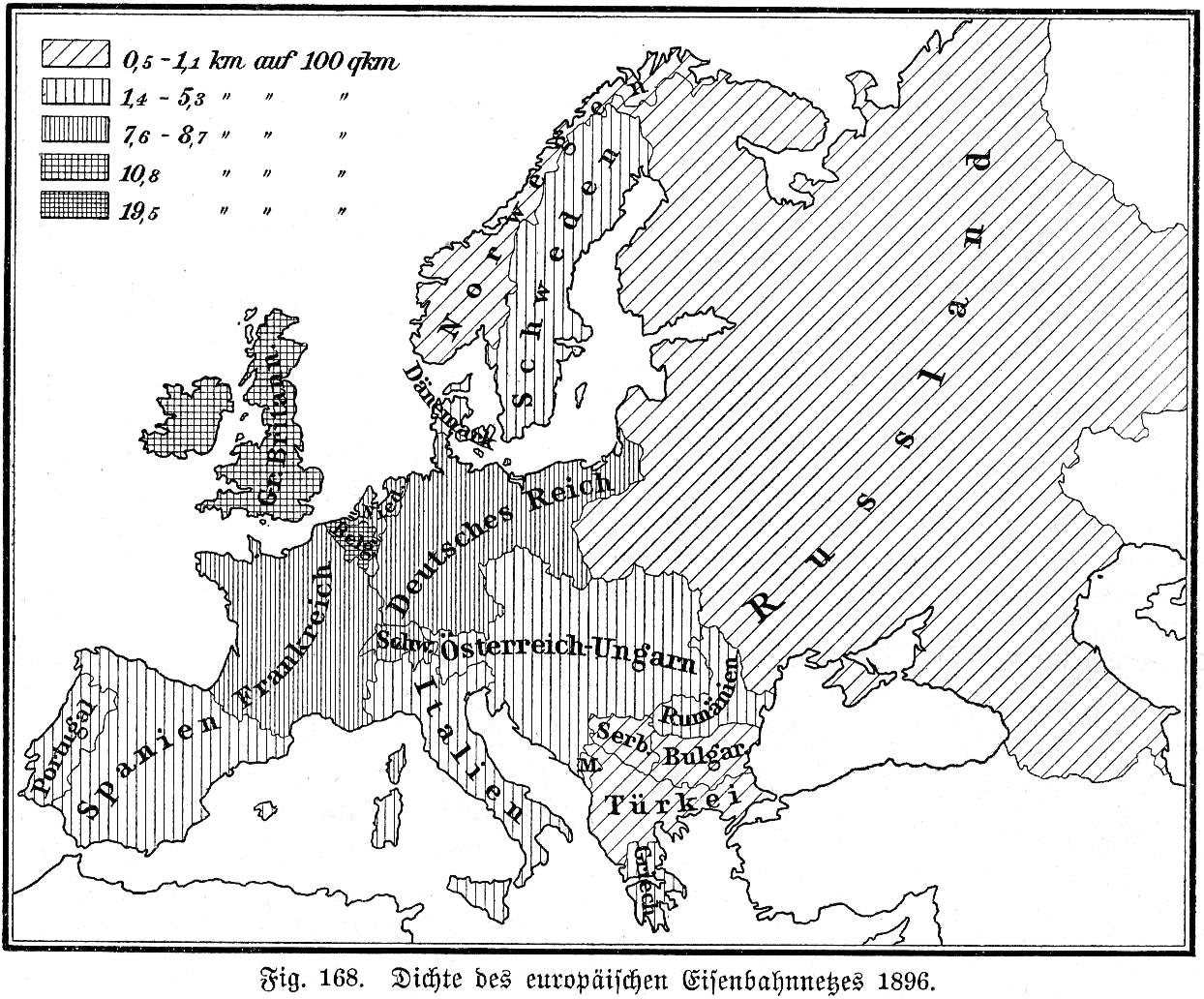
Densitatea căilor ferate în Europa în anul 1896

Cu timpul, căile ferate au devenit esențiale pentru transportul de mărfuri și călători și o forță motrice a procesului de industrializare specific acelei perioade, marcate de o adevărată revoluție tehnică. În Marea Britanie are loc o extindere a acestora, urmată de apariția liniei subterane metropolitane în Londra.

### Tracțiunea cu abur
Primul motor de locomotivă de înaltă presiune a fost creat de Richard Trevithick în 1802.
Pentru ca funcționarea pistonului să fie uniformă, acesta introduce volantul. Această locomotivă a fost utilizată în Merthyr Tydfil, în sudul Țării Galilor. Ulterior, Trevithick realizează o cale ferată în circuit pentru testări. Aici demonstrează eficacitatea locomotivei "Catch-Me-Who-Can", experiment care a rămas însă fără urmări, fie datorită scepticismului contemporanilor, fie deoarece locomotiva era prea greoaie pentru șinele de fontă de atunci.

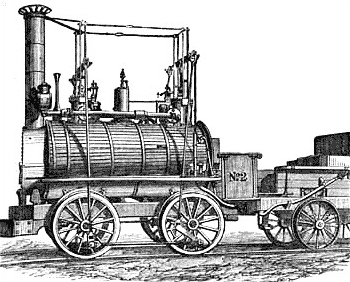
Blücher, locomotiva construită de George Stephenson în 1814

Una din consecințele razboaielor napoleoniene a fost creșterea prețului nutrețului. Devenea tot mai necesară înlocuirea cailor cu mașini acționate de motoare. Astfel, locomotiva intră din nou în centrul atenției.
Unul din primele succese comerciale îl înregistrează locomotiva The Salamanca a lui Matthew Murray în 1812. Aderența acesteia era asigurată de o roata dințată și de una din șine profilate corespunzător (cremalieră). Locomotiva Puffing Billy, construită de  Christopher Blackett și William Hedley în 1813 este prima care obține același succes dar având aderența asigurată prin propria greutate (deci fără a folosi soluția roată dințată - cremalieră). Aceasta este și cea mai veche locomotivă care încă mai există, fiind acum expusă la Science Museum din Londra.
În 1814, George Stephenson convinge patronul exploatației miniere la care era angajat, să-i susțină financiar construcția unei locomotive cu abur. Inspirat de modelele lui Trevithick, Murray și Hedley, acesta construiește locomotiva Blücher, model care va obține succesul scontat. În 1825, Stephenson realizează o locomotivă pentru linia Stockton and Darlington Railway, prima cale ferată publică din lume care utilizează tracțiunea cu abur.

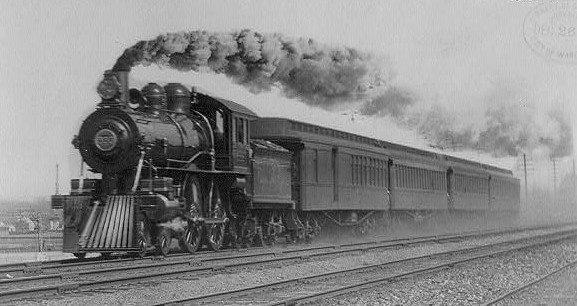
Empire State Express, cea mai rapidă locomotiva a celei epoci (1893)

Primele locomotive utilizate aveau patru roți și erau similare cu The Rocket. Acestea aveau unele neajunsuri, cum ar fi trepidațiile care apăreau în timpul mersului și care împiedicau atingerea unor viteze prea mari. Edward Bury and Company proiectează, în 1830 un nou model având roțile cuplate prin biele iar cazanul de aburi fixat pe un șasiu din bare de oțel.
În 1840, Stephenson, condus de aceeași idee, realizează o locomotivă având 6 roți cuplate, toate devenind roți motoare, rezultatul fiind o aderență mai ridicată si posibilitatea de a atinge viteze și forțe de tracțiune mai mari.
Ulterior, diverse inovații au imbunătățit calitățile și eficacitatea locomotivelor cu abur.

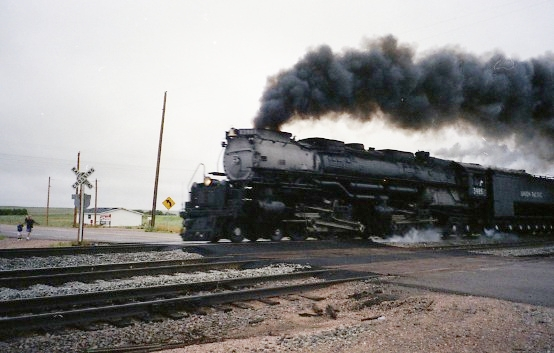
Union Pacific

### Cele mai puternice locomotive cu aburi
Locomotivele articulate americane de tip "Mallet" au fost adevărați monștri sacri ai tracțiunii cu abur, având dimensiuni și greutăți uriașe. Astfel, celebra Big-Boy avea, împreună cu tenderul, 40 m lungime, greutate de 540 tone-forță, diametrul roților motoare de 1,73 m și viteza maximă 128 km/h. Puterea acesteia, în regim experimental depășea 6.000 CP, dar în realitate producea cam 4.000 CP.
La 3 iulie 1938, locomotiva cu abur engleză "Pacific-Gresley-A-4" nr. 4468 - Mallard a stabilit recordul mondial de viteză al tracțiunii cu abur: 202,7 km/h.

## Transportul feroviar modern

### Tracțiunea Diesel

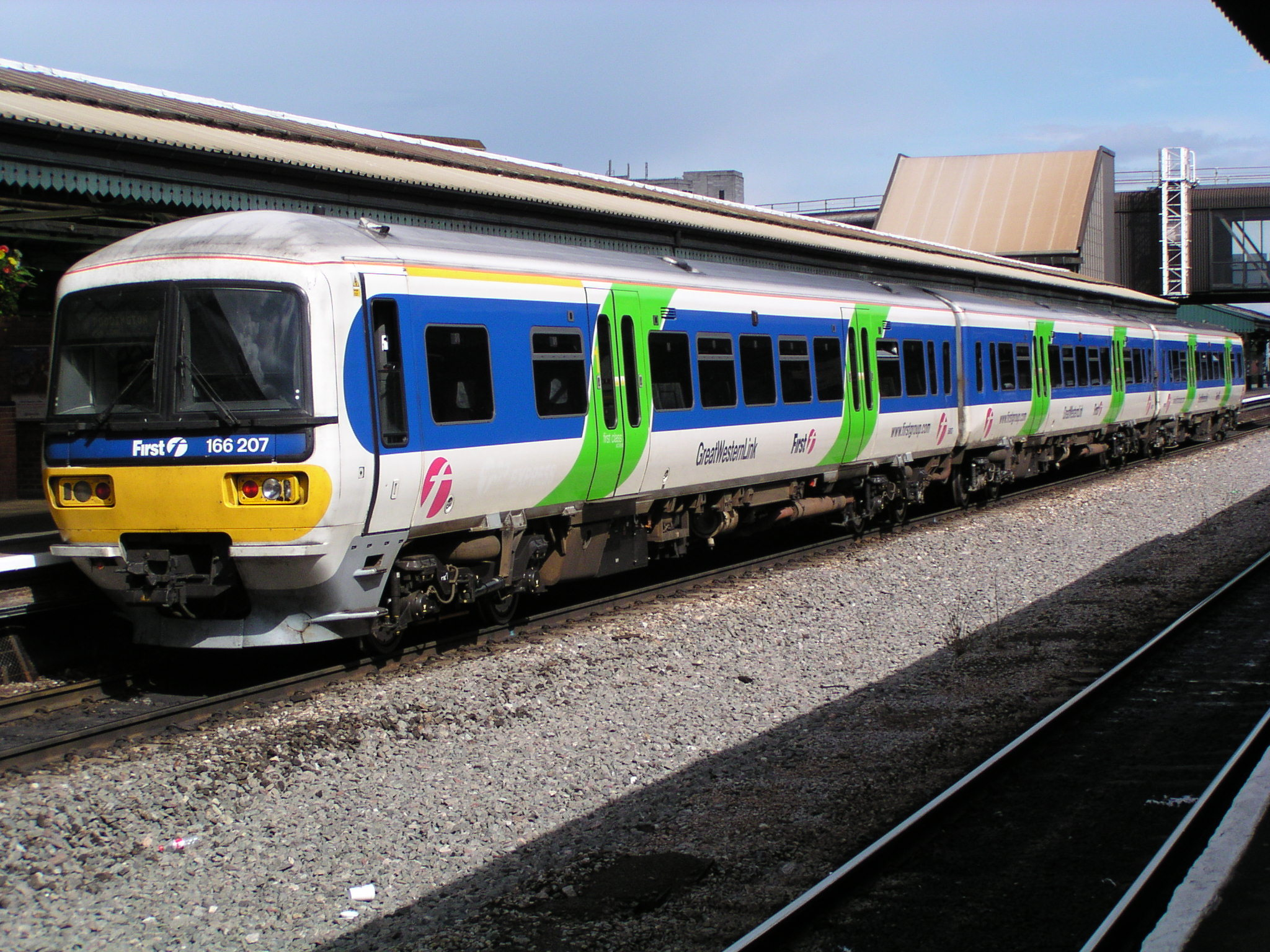
Tracțiune Diesel în Marea Britanie (2004)

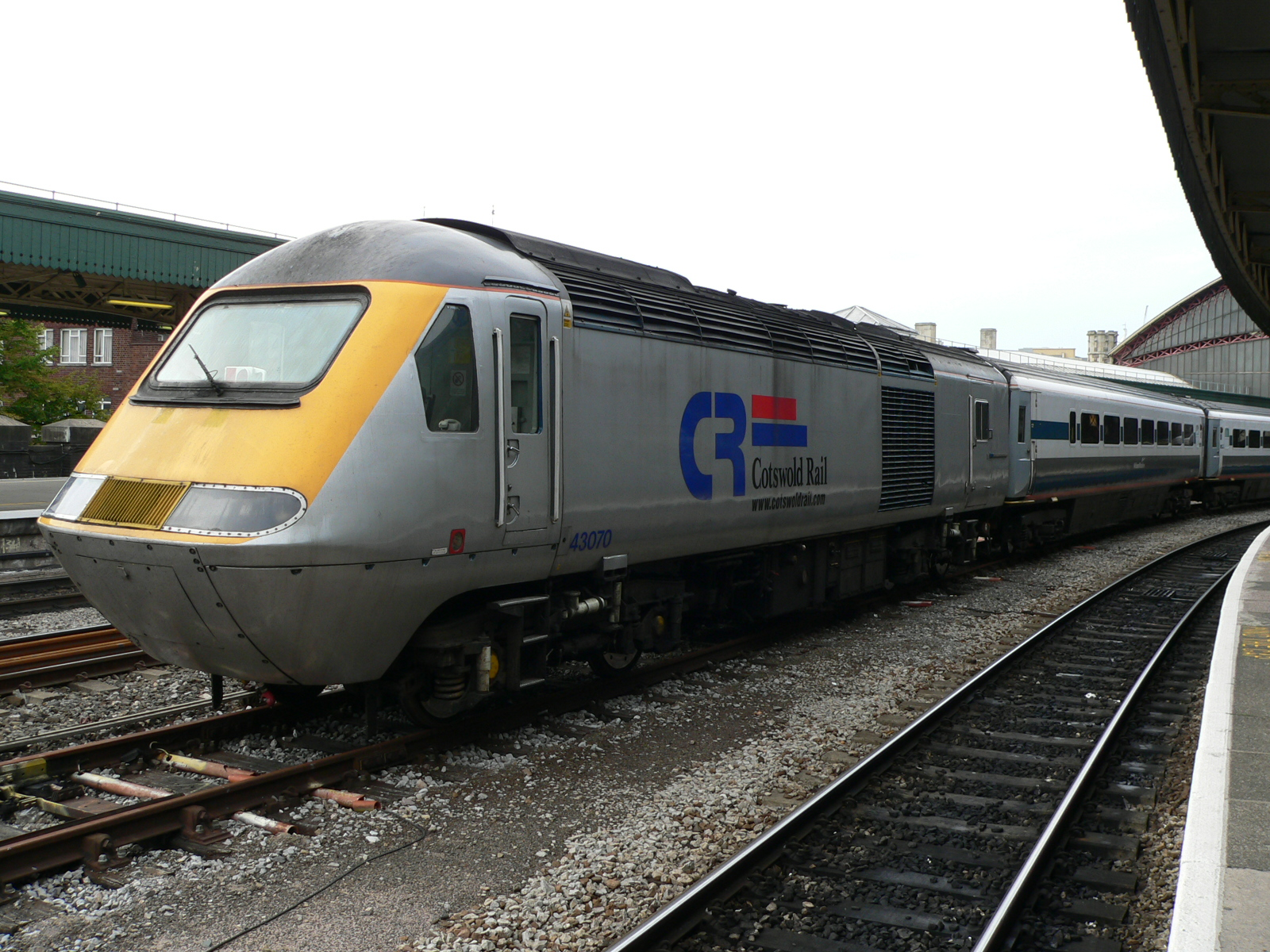
Tracțiune Diesel în Marea Britanie (2006)

Primele încercări de realizare a unor vehicule feroviare cu propulsie prin motoare cu ardere internă datează din a doua jumătate a secolului al XIX-lea.
Avantajele tracțiunii Diesel:
- posibilitatea obținerii unor puteri mai mari (la același preț);
- exploatare mai simplă și mai sigură;
- randament ridicat: Daca la locomotivele cu aburi abia se depășește 5 % (putând fi chiar mai scăzut, mai ales în cazul cărbunilor cu putere calorică mai scăzută), în cazul tracțiunii Diesel se depășește 20 %.

Germanul Gottlieb Daimler realizează primele sale automobile ale căror motoare, cu aprindere prin scânteie, au fost introduse și la automotoare și tramvaie.
În 1901, societatea Anciens etablissment Panhard et Levassor realizează prima locomotivă propulsată de un motor cu explozie.
În 1905, compania engleză North Eastern Railway introduce o locomotivă cu motor cu explozie, la care transmisia se realiza electric prin motoare de curent continuu. Aceasta constituie una dintre primele utilizări ale unei transmisii electrice la vehiculele feroviare.
În 1897, Rudolf Diesel realizează motorul cu ardere internă, la care producerea aprinderii amestecului cu aer și combustibil nu se mai face prin scânteie, ci prin compresie. 
Motorul Diesel avea să revoluționeze tracțiunea feroviară, fiind și astăzi cel mai utilizat motor în acest domeniu.
Prima locomotivă Diesel din lume a fost construită în 1912 de firma elvețiană Sulzer - Winterthur. Aceasta a fost utilizata până în preajma Primului Război Mondial.
În 1920, profesorul rus I. V. Lomonosov a întocmit proiectele primelor locomotive Diesel de mare putere, care au fost construite și date în funcțiune în Germania, Elveția, Rusia.

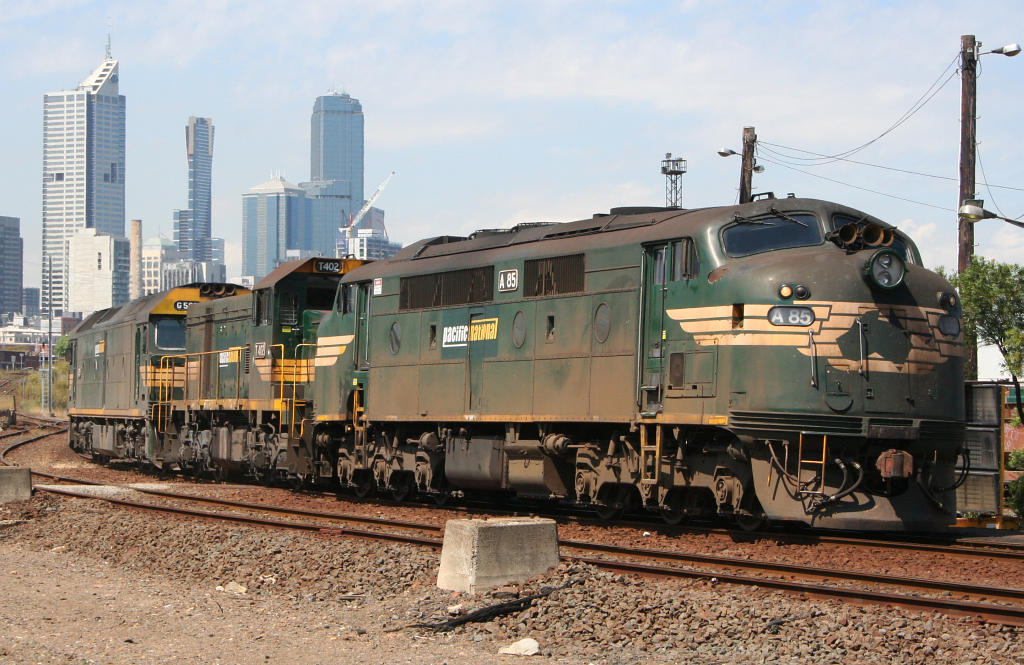
Locomotivă "Diesel", utilizată în Australia

Cu timpul, creșterea puterii de exploatare a condus la necesitatea înlocuirii transmisiei mecanice, care nu mai dădea rezultate corespunzătoare, cu cea electrică, respectiv cea hidraulică.

#### Cele mai puternice locomotive Diesel

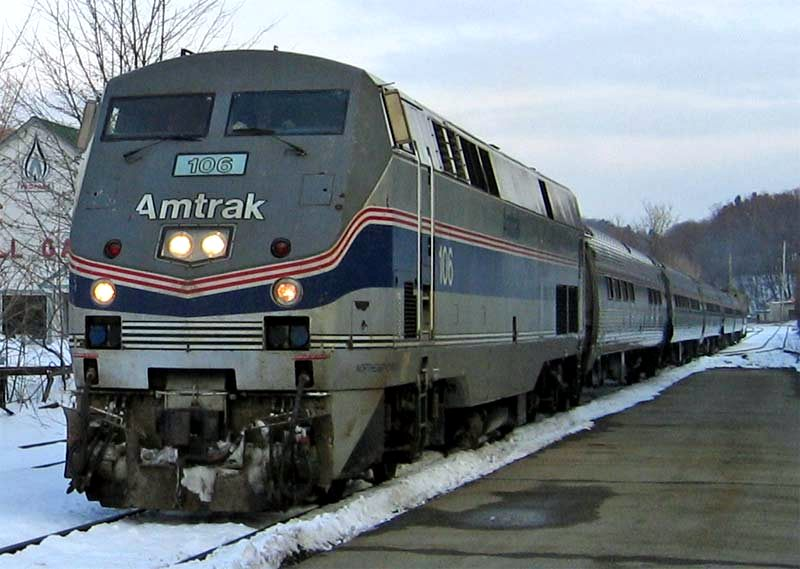
Trenul american Amtrack, 2004

Printre giganții locomotivelor Diesel amintim:
- 1934: locomotiva construită la Kolomenski (Rusia) avea o putere totală de 2.100 CP, 14 osii (din care 8 erau cuplate la cele două motoare), viteza maximă de 72 km/h.
- 1936: locomotiva franceză de 4.400 CP, viteza maximă: 120 km/h.
- 1953: locomotiva rusească de 4.000 CP, a cărei lungime atingea aproape 34 m (erau de fapt doua unități cuplate).

În SUA, tracțiunea Diesel a fost introdusă pe liniile companiei Baltimore & Ohio R. R. în 1925, ca apoi să se extindă pe toate marile magistrale feroviare americane. În anul 1960, peste 98 % din locomotivele americane erau Diesel, cu cuplaj electric.
Printre cele mai puternice locomotive Diesel din lume sunt cele americane de tip Centennial. Acestea au o putere totală 6.600 CP, o greutate totală de 250 tone, o lungime de peste 30 m și pot atinge viteza de 145 km/h. Sunt utilizate pentru linia dificila Omaha - Ogden, pentru care se folosesc și trei locomotive pentru o garnitură.

#### Automotoare Diesel
În perioada interbelică, cele mai multe automotoare Diesel pentru viteze mari s-au construit în SUA, Germania, Franța, Olanda.
In Germania, primul tren automotor aerodinamic a fost construit în perioada 1931 - 1932 ca rezultat al colaborării firmelor Wumag, Maybach și SSW (Siemens - Schuckert - Werke), astfel că pe 15 mai 1933 automotorul cu tracțiune Diesel-electrică, denumit "Der Fliegende Hamburger" (Hamburghezul zburător), a fost dat în exploatare pe traseul Berlin - Hamburg (277 km). Acesta conținea doua vagoane, fiecare înzestrat cu un motor de 410 CP. Distanța dintre cele doua mari orașe era strabătută în 2 ore și 20 minute, deci viteza medie era de circa 120 km/h. Pe unele porțiuni de traseu se ajungea și la 160 km/h. Succesul obținut de acest tren a condus la extinderea acestui tip de transport pe toate marile magistrale ale Germaniei.

### Tracțiunea electrică

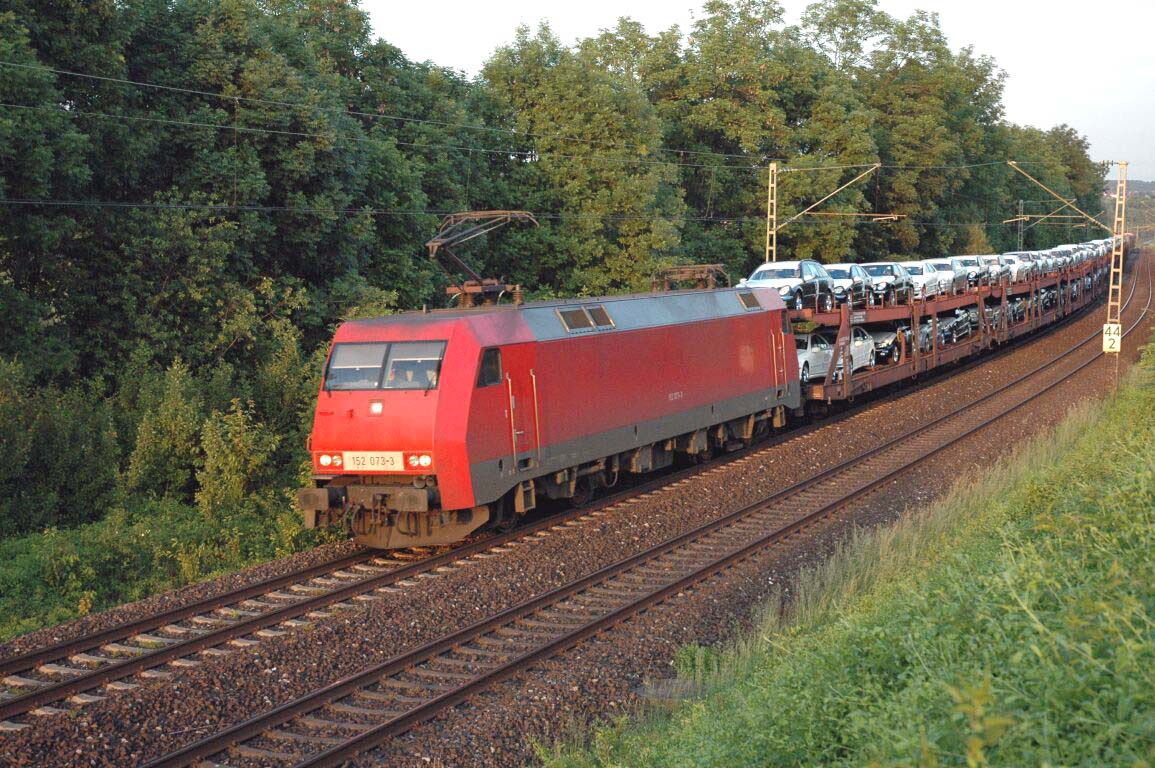
Locomotivă electrică germană

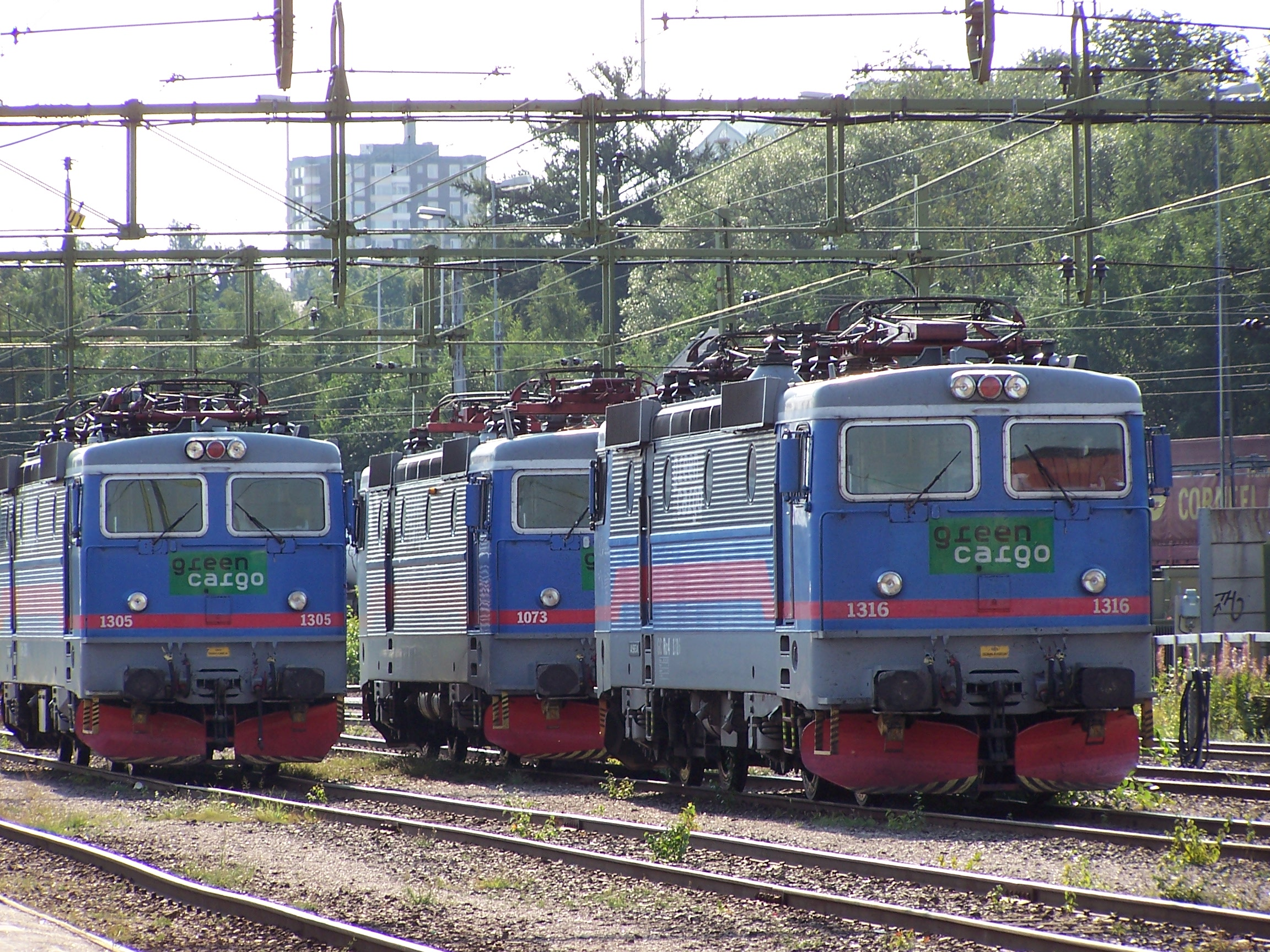
Locomotive electrice suedeze

Americanul Thomas Davenport este primul care are ideea utilizării motorului electric la tracțiune feroviară.
Scoțianul Robert Davidson realizează o locomotivă cu acționare electrică care, în 1842, pe linia Edinburgh - Glasgow, atinge o viteză de 6,5 km/h.
Alte încercări au fost întreprinse, independent, de americanii Mose Farmer (1847) și Charles Grafton Page (1851). Și aceștia au utilizat motoare electrice de curent continuu alimentate de la baterii aflate la bord.
Pentru obținerea unei puteri mai mari devenea necesară utilizarea unei surse exterioare, alimentarea de la o rețea electrică.
Ziua de naștere a tracțiunii electrice feroviare poate fi considerată 31 mai 1879 când, în cadrul Expoziției industriale de la Berlin, a fost inaugurată prima linie electrificată.

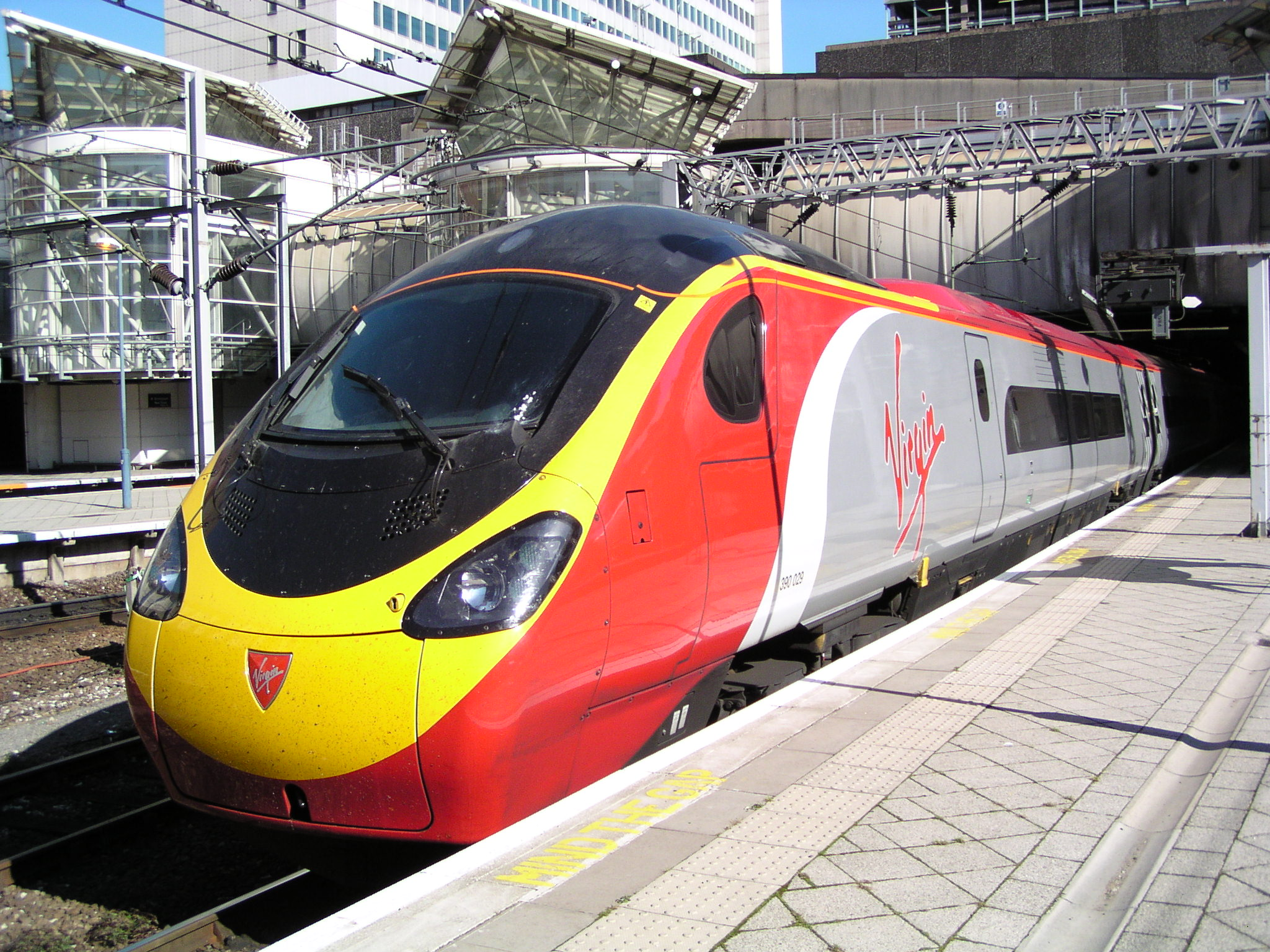
Tren electric britanic "City of Stoke-on-Trent (2003)

### Tracțiunea pe levitație magnetică

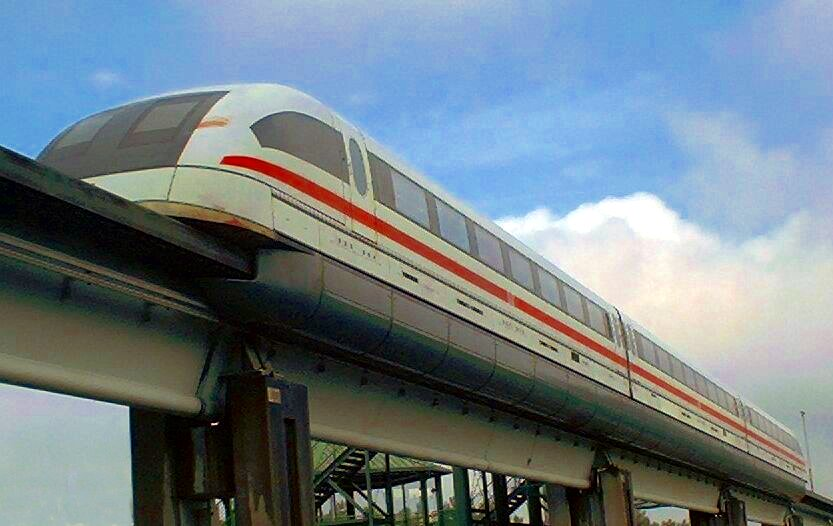
Tren Maglev în Germania

Un tren cu levitație magnetică (Maglev) este un tren care utilizează câmpuri magnetice puternice pentru a-și asigura sustentația și a avansa. Spre deosebire de trenurile clasice, nu există contact cu șina, ceea ce reduce forțele de frecare și permite atingerea unor viteze foarte mari (anumite sisteme ajung la 550 km/h).
Cercetările în acest domeniu au debutat în 1962 în Japonia, iar până în prezent există o singură linie exploatată comercial, între centru orașului Shanghai și aeroportul orașului.

### Rețele feroviare de mare viteză

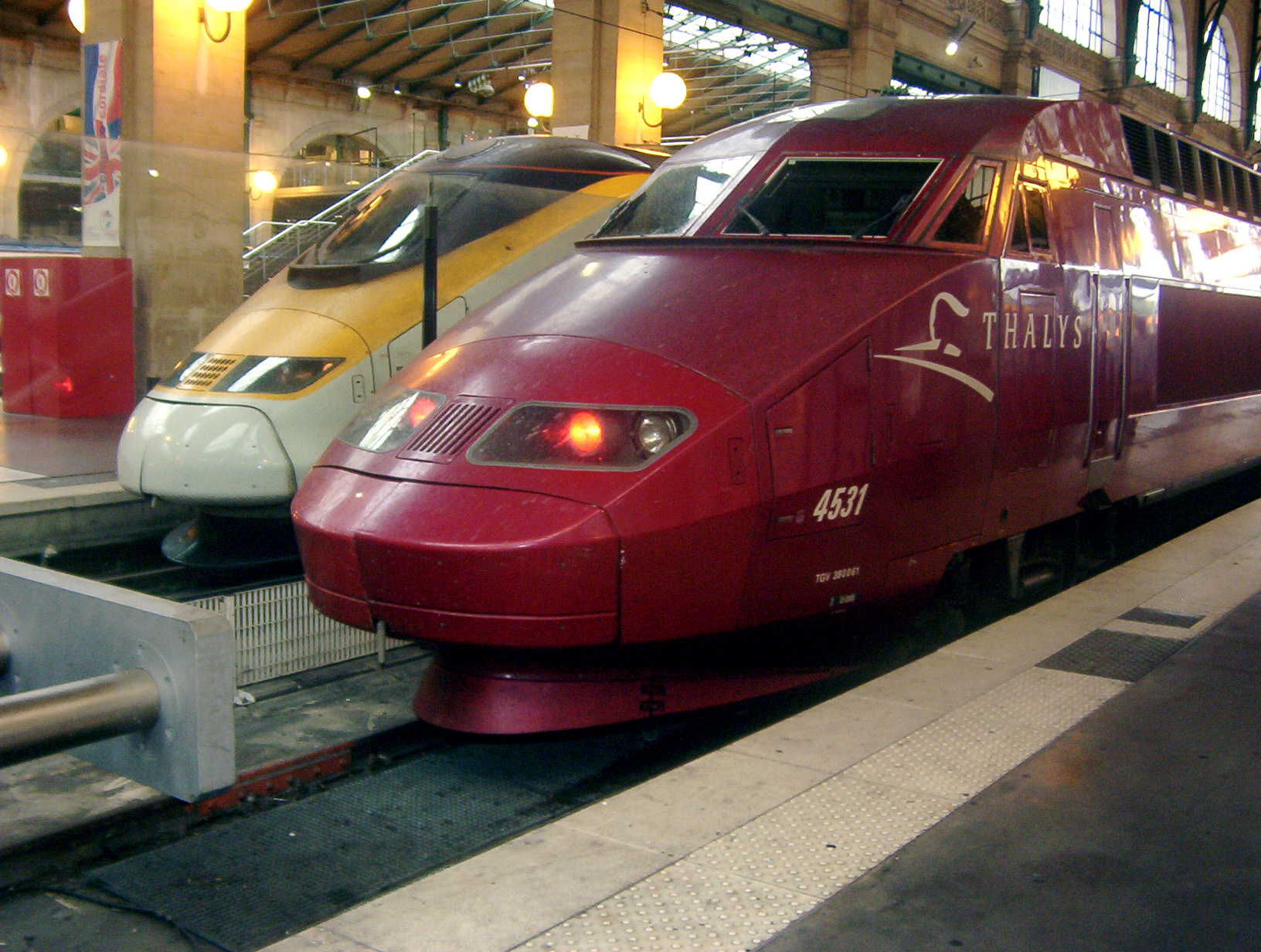
Trenul vest-european Eurostar

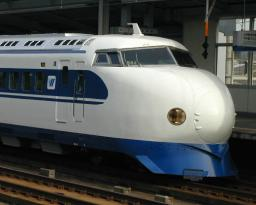
Celebrul tren japonez Shinkansen (detaliu)

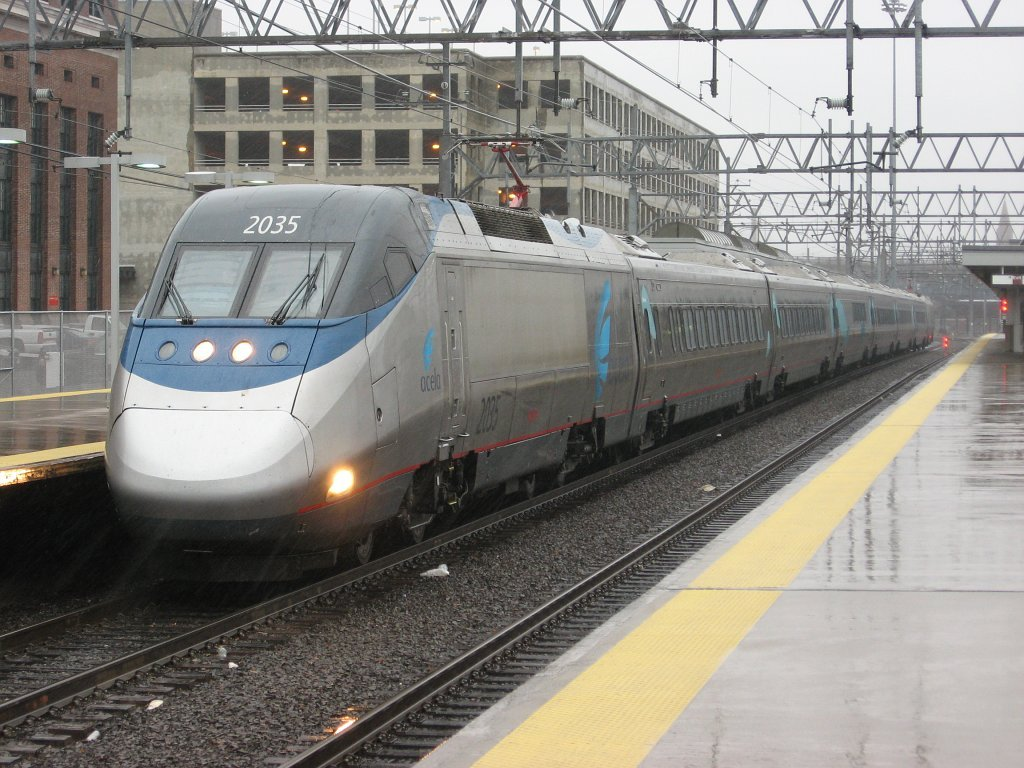
Tren de mare viteză american, Acela Express